# 張郃
張 郃（ちょう こう、生年不詳 - 231年（太和5年））は、中国後漢末期から三国時代の魏にかけての武将。字は儁乂（しゅんがい）。『三国志』魏志「張楽于張徐伝」に伝がある。冀州河間郡鄚県の人。子は張雄、他4人。
初め韓馥、次いで袁紹に仕え、官渡の戦いにおいて曹操に降伏し、以後は魏の宿将として長く活躍した。

## 生涯

### 曹操に仕えるまで
黄巾討伐の募兵に応じ、軍司馬として韓馥に属した。
韓馥が敗れると、張郃は自らの兵とともに袁紹に帰順し、校尉に任命された。公孫瓚との戦いで大いに活躍し、寧国中郎将に昇進した。
官渡の戦いの前、沮授や田豊と同じく曹操と直接対決することの不利を説いたが、袁紹には受け容れられなかった（『漢晋春秋』）。
官渡の戦いの終盤、袁紹の軍糧集積地である烏巣を守る淳于瓊が、曹操に急襲された。張郃は曹操が精鋭を指揮していることから、淳于瓊に援軍を送るよう袁紹に進言したが、都督の郭図は反対し、曹操が留守にしている本営を攻撃するよう進言した。張郃は「曹操軍の本営は簡単には落ちない」と異を唱えたが、袁紹は両方の策を取り入れるという判断ミスを犯し、軽装の騎兵を烏巣の援軍とし、重装の兵で曹操の本営を攻撃した。張郃は曹操本営への攻撃を諌めたのにもかかわらず、袁紹からその主将に任命されている。
張郃の予測通り曹洪が守る官渡は落ちず、烏巣の淳于瓊は曹操に敗北し、袁紹軍は潰走した。淳于瓊の敗北を恥じた郭図が「張郃は敗北を喜び、不遜な言葉を吐いている」と讒言したため、恐れた張郃は高覧と共に曹洪に降伏した。裴松之は、「武帝紀」や「袁紹伝」では張郃が降伏した後に袁紹軍が潰走したと書かれ、「張郃伝」の記述と違っていることを指摘している。
曹洪は張郃らの降伏を怪しんだが、荀攸が「張郃は計略を採用されず怒って降伏したので、疑う必要はありません」と進言したので、受け入れられた（「荀攸伝」）。曹操は張郃の降伏を喜び、「伍子胥は自分が誤った君主に仕えたことに気がつくのが遅かったために、不幸な最期を遂げた。おぬしがわしに降伏したのは微子啓が殷を裏切って周に仕え、韓信が項羽の下を去って劉邦に仕えたような真っ当な行動である」と称賛した。張郃は偏将軍に任命され、都亭侯に封じられた。

### 曹操配下として
204年、軍勢を与えられ、鄴の攻略や渤海の袁譚攻撃に従軍した。その後、楽進と共に（「楽進伝」）別軍の指揮を執り雍奴を包囲し、これを打ち破った。
207年、烏桓との柳城戦では張遼と共に先鋒を務め、その功績で平狄将軍に昇進した（白狼山の戦い）。別働隊の指揮を執り、東萊郡の管承を討伐した。
208年、曹操が荊州を征伐する際、于禁・張遼・張郃・朱霊・李典・路招・馮楷の7将軍は、章陵太守・都督護軍となった趙儼に統括された（「趙儼伝」）。
209年、于禁・張遼・臧覇が陳蘭・梅成を討伐した時、張郃は張遼の指揮下となりこれを破った。
当時、張郃は于禁・張遼・楽進・徐晃と共に名将と謳われており、曹操が征伐に出る度に五人が交代で、進攻のときは先鋒となり、撤退のときは殿軍となっていた（「于禁伝」）。
211年、馬超・韓遂との戦いでも、曹操に従い渭南で馬超・韓遂を破り（潼関の戦い）、さらに安定を包囲し楊秋を降伏させた。
212年、夏侯淵に従い、鄜の梁興と武都の氐族を討った。
214年、夏侯淵の指揮のもと先鋒となり、氐族と羌族を従える馬超を破り、これを敗走させた。夏侯淵が宋建を討つと、別働隊として河関を平定し、黄河を渡って小湟中に入り、河西の羌族を全て降伏させ、隴右を平定した（「夏侯淵伝」）。
215年、漢中での張魯征伐では、朱霊と共に先に軍の指揮を執り興和の氐族の王の竇茂を討伐した。曹操が散関から漢中へ行軍する時には、歩兵5000を率いて先行し道を通じさせた。陽平まで行き、張魯を降伏させた。曹操は帰還するとき、夏侯淵とともに張郃を漢中の守備におき、益州を取った劉備に備えさせた。
張郃は巴東・巴西の2郡を降し、その住民を漢中に移住させ、宕渠・蒙頭・盪石まで進軍し劉備と張飛に対峙した。50日余りして、精鋭1万人ほどを指揮する張飛に山道から挟撃されて大敗し、供周り十数騎とともに南鄭に引き返した。しかし住民を移住させた功績で盪寇将軍に任命された。
219年の定軍山の戦いでは広石で劉備と対峙し、親兵を指揮して劉備の夜襲を撃退したが、再び劉備が走馬谷の陣営へ襲撃してくると苦戦した。夏侯淵は張郃のために兵の半数を救援に割いたが、その隙を突かれて戦死した。夏侯淵が討ち取られて張郃が陽平に引き返した時、劉備は「首魁（張郃）の首を討ち取ってはいないではないか」と言ったという（『魏略』）。
夏侯淵の死により曹操軍は混乱に陥った。夏侯淵の司馬であった郭淮は、「張将軍は国家の名将であり、劉備も恐れている。この緊急事態は張将軍以外に任せられない」と言い、杜襲も張郃を臨時の都督とすべきと進言したため、張郃が臨時に漢中守備軍の総指揮を執ることになった。張郃は全軍を励まして動揺から落ち着かせ、諸将も張郃の軍令に従った。
長安まで来ていた曹操は使者を派遣し、張郃に仮節を授けた。曹操は長安から漢中に入り劉備と対峙したが、劉備が高い山に立て籠もった為に大規模な衝突にはならず、曹操軍は漢中から撤収した。張郃は漢中と長安の中途にある陳倉に、曹真と共に駐屯した。以後、曹真とは長く戦線を共にすることとなる。
220年、曹丕が王位につくと、于禁の後任となる左将軍に任命され、都郷侯に進爵した。曹丕が帝位につくと、故郷の鄚県を封地とされ、鄚侯に進封した。延康元年（220年）に魏の家臣団が曹丕に対し、後漢からの禅譲を受けるよう勧めた『魏公卿上尊号奏』には、十五番目に張郃、次に徐晃、張遼、朱霊の順に名を連ねている。いわゆる五将軍のうち、楽進は死去、于禁は呉の捕虜となっており、張郃は彼らのうちの筆頭である。
詔勅を受け、曹真と共に盧水胡と東羌を討伐した。郭淮が曹真の長史として征羌護軍を兼ね、張郃は楊秋と共にその監督下に入ったという（「郭淮伝」）。
許昌に曹真と共に召喚され、222年に曹真・夏侯尚らと共に江陵を攻め、艦隊の指揮を執り孫盛を破り、長江の中洲の砦を占領した。

### 諸葛亮との戦い

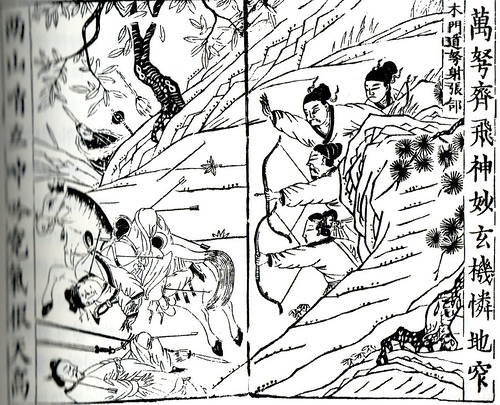
清の時代に描かれた張郃の死

曹叡（明帝）の時期になると、張郃は荊州に配置され、司馬懿とともに孫権の部将の劉阿を破るなど、呉との戦いで功績を挙げたが、228年、蜀漢の諸葛亮が祁山に出兵してくると（北伐）、張郃は特進の位を与えられ、対蜀の前線に再度赴くことになった。
街亭の戦いで馬謖を敗走させ、反乱した南安・天水・安定を曹真と共に平定し、戦功により張郃は食邑を1000戸加増され、以前と合わせて4300戸となった。張郃は関中の諸軍を指揮して再び荊州に戻り、司馬懿の呉征伐に参加するよう命令を下されたが、張郃が着いた頃には冬で水位が下がっており、大型船が運行できない状況になっていたことから、張郃は引き返して方城に駐屯した。
曹真の予測通り陳倉の戦いが始まると、張郃は明帝より駅馬を支給され、首都に戻された。明帝は直々に河南城まで出向いて張郃を宴席でもてなし、南北の軍兵3万とともに護衛のための近衛兵を分け与えた。張郃は昼夜兼行で南鄭まで進軍し、諸葛亮が退いた後、首都に召喚され征西車騎将軍 に任命された。
231年の第四次北伐で諸葛亮が指揮を執る蜀軍がまたも祁山に進出し、張郃は詔により諸将を督し略陽に到着すると、諸葛亮は祁山を保持するために軍を還した。張郃はこれを追い木門に至ったところで諸葛亮軍と交戦になり、矢を右膝に受けて戦死した。『三国志』王平伝によると、これ以前に張郃は王平が守る陣を攻めて撃退されたという（祁山の戦い）。
明帝と陳羣は、歴戦の名将である張郃の陣没を大いに悲しんだという（「辛毗伝」が引く『魏略』）。壮侯と諡号が贈られた。
正始4年（243年）秋7月、曹芳（斉王）は詔勅を下し、曹操の廟庭に功臣20人を祭った。その中には張郃も含まれている（「斉王紀」）。

## 評価
張郃は臨機応変の策に通じ、よく陣営を統率し、状況や地形を考慮して計略通りにいかないことはなかった。また、武将でありながら儒学を愛好し、同郷の儒学者である卑湛を推挙し、詔で称えられた。
張郃は、蜀で最も恐れられた魏将として記述されている。劉備が警戒する発言をした魏将が、関羽を撃退した楽進と、自身が対峙した張郃であり、劉備の死後も蜀の将兵は皆、張郃を恐れたとされる。
陳寿は、曹操在世時に最も功績があった将軍として、張遼・楽進・于禁・張郃・徐晃を一つの巻に収録しており、張郃はその四番目に位置付けられている。張郃は変化に巧みで称えられたと評している一方で、張遼や徐晃のようにその評判を裏付ける詳細な記述が無いのは、記録漏れがあったからだろうと述べている。
南宋の胡三省は、張郃は味方のはずの司馬懿からも恐れられた名将であったとし、陳舜臣や渡邉義浩も同じ評価を下している。

## 『三国志演義』他フィクション作品
小説『三国志演義』では、官渡の戦いの際に登場し、史実と同様の顛末で曹操に投降している。
張魯征伐では夜襲に備えず大敗するが、曹操を救援するなど挽回し、平定後は夏侯淵と共に漢中の要害を任された。
漢中攻防戦では、曹洪に巴西攻略の許可を得て張飛と戦う。張郃は張飛の策に苦戦し、計略で雷銅を討ち取るが、最後は張飛の裏道を使った挟撃で敗れた。
張郃は激怒した曹洪に斬られそうになるが、郭淮の諌めで助命されている。葭萌関では、黄忠・厳顔と戦うが、友軍が張郃の諌めを聞かずに苦戦し、天蕩山で火攻めに遭い敗走した。夏侯淵が敗死した際、劉備は「張郃を斬る事ができれば、夏侯淵を斬った手柄の十倍に当たるだろう」と発言している。
街亭では司馬懿の指揮下で王平・馬謖を打ち破った。
第三次北伐では、司馬懿の作戦で、蜀軍の陣を攻めるが逆に包囲される。張郃は矢の雨を潜って幾重もの包囲網を突破し、副将の戴陵が取り残されると再び突入して救出し、大軍の中で突撃を繰り返した。このとき諸葛亮は、「かつて張郃が張飛と激戦し、見る者がみな恐れた」という伝聞に得心し、蜀の害として必ず始末すると決意している。
第四次北伐では、諸葛亮の追撃を強く望み、司馬懿は後悔の無いよう念押しして魏平を後詰めとして5千の兵での追撃を認める。張郃は伏兵を警戒するが、諸葛亮の策で魏延らが偽りの敗走を続けるうち、両側が崖の木門道まで誘導され、退路を遮断されて伏兵の一斉射撃に倒れる。司馬懿は自身の過ちだと嘆き、曹叡は張郃の死を聞くと涙を流して悲しみ、亡骸を収容させて手厚く葬った。
張郃は物語中、張飛・趙雲・馬超・黄忠・魏延などの猛将とも矛を交え、劉備と諸葛亮にも警戒されるなど、定番の強敵として扱われている。一方で、司馬懿が諸葛亮の好敵手という構成上、馬謖や諸葛亮の撃退が司馬懿の部将としての功績となり、張郃と司馬懿の意見の対立も、司馬懿に理があったように描かれ、張郃の最期も上記の通りに変更されている。
渡邉義浩は、蜀を苦しめ続けた名将の張郃がお粗末な脚色で最期を記述されるのは、演義の復讐ではないかと考察している。
吉川英治の小説『三国志』では、字は「儁義」となっている。また、吉川の記憶違によって3回も戦死している（汝南で関羽に、長坂で趙雲に、木門道で蜀軍に殺される）。
ドラマ『三国志 Three Kingdoms』では、剣閣道にて姜維の弓兵に射殺されている。